# Legal Tools

Emblem des Internationalen Strafgerichtshofs

ICC Legal Tools oder kurz Legal Tools ist der Name eines Rechtsinformationssystems des Internationalen Strafgerichtshofs (ICC). Es bietet der juristischen Praxis, der akademischen Forschung, Nichtregierungsorganisationen und der interessierten Öffentlichkeit freien Zugang zu völkerstrafrechtlichen Rechtsdokumenten. Die Legal Tools (wörtlich: „Rechtliche Instrumente“) sollen unter anderem die Ahndung von Völkerrechtsverbrechen (Völkermord, Verbrechen gegen die Menschlichkeit, Kriegsverbrechen und das Verbrechen der Aggression) unterstützen. 

## Bestandteile
Die Legal Tools umfassen drei Elemente oder „Schichten“:
- Das Kernstück ist die ICC Legal Tools Database, eine Datenbank mit über 178.000 Dokumenten (Stand: Januar 2023).[2] Hierunter fallen unter anderem Entscheidungen nationaler und internationaler Gerichte, völkerrechtliche Verträge und juristische Fachaufsätze.[3] Der Internationale Strafgerichtshof verlinkt in seinen veröffentlichten Entscheidungen auf die Datenbank. So enthält z. B. allein das Urteil der Verfahrenskammer im Prozess gegen Germain Katanga 538 Hyperlinks.[4] Die Website der Datenbank ist in den Sprachen Englisch, Französisch, Spanisch, Russisch und Chinesisch verfügbar.[5]
- Ergänzend ein eigens geschaffener Kommentar zum Völkerstrafrecht und zum Strafprozessrecht sowie Beispiele zur Anwendung von Beweismitteln aus der internationalen juristischen Praxis.[1]
- Eine maßgeschneiderte Software, die sogenannte „Case Matrix“. Sie erleichtert den Umgang mit den in der Datenbank gesammelten und den ergänzenden Informationen und die Handhabung prozessrelevanter Informationen in völkerrechtlichen Strafverfahren.[6] Die Case Matrix wurde von dem gemeinnützigen saarländischen Unternehmen Europäische EDV-Akademie des Rechts entwickelt.[7] Zum Projekt Case Matrix gibt es eine eigene Website in den Sprachen Englisch, Chinesisch und Arabisch.[8]

## Beteiligte Institutionen und Mitarbeiter
Für die Legal Tools ist das Centre for International Law Research and Policy (CILRAP) zuständig, das mit dem Internationalen Strafgerichtshof zuletzt im März 2021 eine Zusammenarbeit für die nächsten zehn Jahre vereinbart hat. Das CILRAP wird von dem Norweger Morten Bergsmo geleitet. Mehr als 40 Mitarbeiter sind mit der Pflege, Erweiterung und Verwaltung der Datenbank beschäftigt. Die Website des CILRAP ist in den Sprachversionen Englisch, Chinesisch und Arabisch nutzbar.
Darüber hinaus sind zahlreiche institutionelle Partner beteiligt, vor allem Universitäten in Europa, Nordamerika und Asien. Die Beteiligung dieser Institutionen wechselt im Lauf der Zeit, das CILRAP spricht von einer „natürlichen Rotation“ unter den Partnern. In Deutschland war das Internationale Forschungs- und Dokumentationszentrum für Kriegsverbrecherprozesse an der Universität Marburg beteiligt.
Ferner wirkt eine Beratergruppe mit, die Legal Tools Expert Advisory Group, der heute sieben Professoren aus europäischen Ländern angehören (Stand 2023).

## Geschichte
Die Arbeit am Aufbau der Legal Tools begann im Jahr 2003, ein Jahr nach der Gründung des Internationalen Strafgerichtshofs. Morten Bergsmo hatte das Projekt konzipiert und war von Anfang an maßgeblich verantwortlich, seit 2006 offiziell als CILRAP-Direktor. Im Jahr 2005 wurde die beratende Expertengruppe (Legal Tools Expert Advisory Group) gegründet.
Im Mai 2009 wurde die Datenbank der Öffentlichkeit zugänglich gemacht. Sie enthielt damals 45.000 Dokumente und war damit schon damals die größte Datensammlung zum internationalen Strafrecht. Zu diesem Zeitpunkt waren außer Universitäten in Deutschland, Norwegen und Österreich auch Friedensforschungsinstitute und die Organisation TRIAL International als Partner beteiligt.